# Borasandra, Sira
Borasandra là một làng thuộc tehsil Sira, huyện Tumkur, bang Karnataka, Ấn Độ.